# Hemihyalea labecula
Hemihyalea labecula là một loài bướm đêm thuộc phân họ Arctiinae, họ Erebidae.